# William Ferrari
Pour les articles homonymes, voir Ferrari.
William Ferrari est un directeur artistique américain né le 21 avril 1901 en Argentine et mort le 10 septembre 1962 à Los Angeles (Californie).

## Filmographie

### Cinéma
- 1942 : Andy Hardy's Double Life de George B. Seitz
- 1942 : Tish de S. Sylvan Simon
- 1942 : Maisie Gets Her Man (en) de Roy Del Ruth
- 1942 : Fingers at the Window (en) de Charles Lederer
- 1942 : André Hardy fait sa cour (The Courtship of Andy Hardy) de George B. Seitz
- 1942 : Mr. and Mrs. North (en) de Robert B. Sinclair
- 1942 : The Vanishing Virginian de Frank Borzage
- 1943 : Mademoiselle ma femme (I Dood It)de Vincente Minnelli
- 1943 : Dr. Gillespie's Criminal Case de Willis Goldbeck
- 1943 : Un commando en Bretagne (Assignment in Brittany) de Jack Conway
- 1944 : Hantise (Gaslight) de George Cukor
- 1944 : Le Corps céleste (The Heavenly Body) de Alexander Hall et Vincente Minnelli
- 1944 : Barbary Coast Gent (en) de Roy Del Ruth
- 1945 : Ziegfeld Follies de Vincente Minnelli, Lemuel Ayers, Roy Del Ruth, Robert Lewis, George Sidney, Merrill Pye, Charles Walters
- 1945 : L'Horloge (The Clock) de Vincente Minnelli et Fred Zinnemann
- 1946 : Les Demoiselles Harvey (The Harvey Girls) de George Sidney
- 1947 : Sénorita Toréador (Fiesta) de Richard Thorpe
- 1947 : Living in a Big Way de Gregory La Cava
- 1948 : Inner Sanctum de Lew Landers
- 1948 : L'Homme aux lunettes d'écaille (Sleep, My Love) de Douglas Sirk
- 1949 : Madame porte la culotte (Adam's Rib) de George Cukor
- 1950 : Les Âmes nues (Dial 1119) de Gerald Mayer
- 1950 : Une rousse obstinée (The Reformer and the Redhead) de Melvin Frank et Norman Panama
- 1951 : It's a Big Country de Clarence Brown, Don Hartman, John Sturges, Richard Thorpe, Charles Vidor, Don Weis et William A. Wellman
- 1951 : Carnaval au Texas (Texas Carnival) de Charles Walters
- 1951 : Kind Lady de John Sturges
- 1951 : Vénus en uniforme (Three Guys Named Mike) de Charles Walters
- 1952 : Tu es à moi (Because You're Mine) de Alexander Hall
- 1953 : Un vol sans importance (en) (A Slight Case of Larceny) de Don Weis
- 1953 : L'Auto sanglante (en) (Code Two) de Fred M. Wilcox
- 1953 : La Plage déserte (Jeopardy) de John Sturges
- 1953 : On se bat aux Indes (Rogue's March) de Allan Davis
- 1954 : Gog de Herbert L. Strock
- 1954 : Témoin de ce meurtre (Witness to Murder) de Roy Rowland
- 1955 : L'Escadrille du suicide (Battle Taxi) de Herbert L. Strock
- 1958 : Terreur au Texas (Terror in a Texas Town) de Joseph H. Lewis
- 1958 : The Lost Missile (en) de Lester Wm. Berke et William Berke (décorateur)
- 1959 : Born to Be Loved (en) de Hugo Haas
- 1960 : La Machine à explorer le temps (The Time Machine) de George Pal
- 1961 : Atlantis, terre engloutie (Atlantis the Lost Continent) de George Pal
- 1962 : La Conquête de l'Ouest (How the West was Won) de John Ford, Henry Hathaway, George Marshall et Richard Thorpe
- 1962 : Paradise Alley de Hugo Haas

### Télévision
- 1953-1955 : You Are There (5 épisodes)
- 1954 : Duffy's Tavern (1 épisode)
- 1954-1955 : The Public Defender (58 épisodes)
- 1954-1958 : Passport to Danger (10 épisodes)
- 1955 : Science Fiction Theatre (1 épisode)
- 1955-1956 : Frontier (4 épisodes)
- 1956 : Sneak Preview (1 épisode)
- 1955-1956 : Le choix de... (12 épisodes)
- 1956-1958 : Telephone Time (45 épisodes)
- 1956-1958 : The Gale Storm Show: Oh! Susanna (12 épisodes)
- 1958 : Steve Canyon (1 épisode)
- 1958-1959 : Monsieur et Madame détective (35 épisodes)
- 1959-1960 : Alcoa Presents: One Step Beyond (41 épisodes)
- 1959-1963 : La Quatrième Dimension (26 épisodes)
- 1960 : Outlaws (6 épisodes)
- 1961 : The Americans (2 épisodes)
- 1962 : Little Amy (téléfilm)

## Distinctions

### Récompenses
- Oscars 1945 : Meilleur directeur artistique pour Hantise, conjointement avec Cedric Gibbons

### Nominations
- Oscars 1964 : Meilleur directeur artistique pour La Conquête de l'Ouest